# Kunigami
Kunigami (国頭村?) è un villaggio giapponese della prefettura di Okinawa.